# Genevieve Valentine

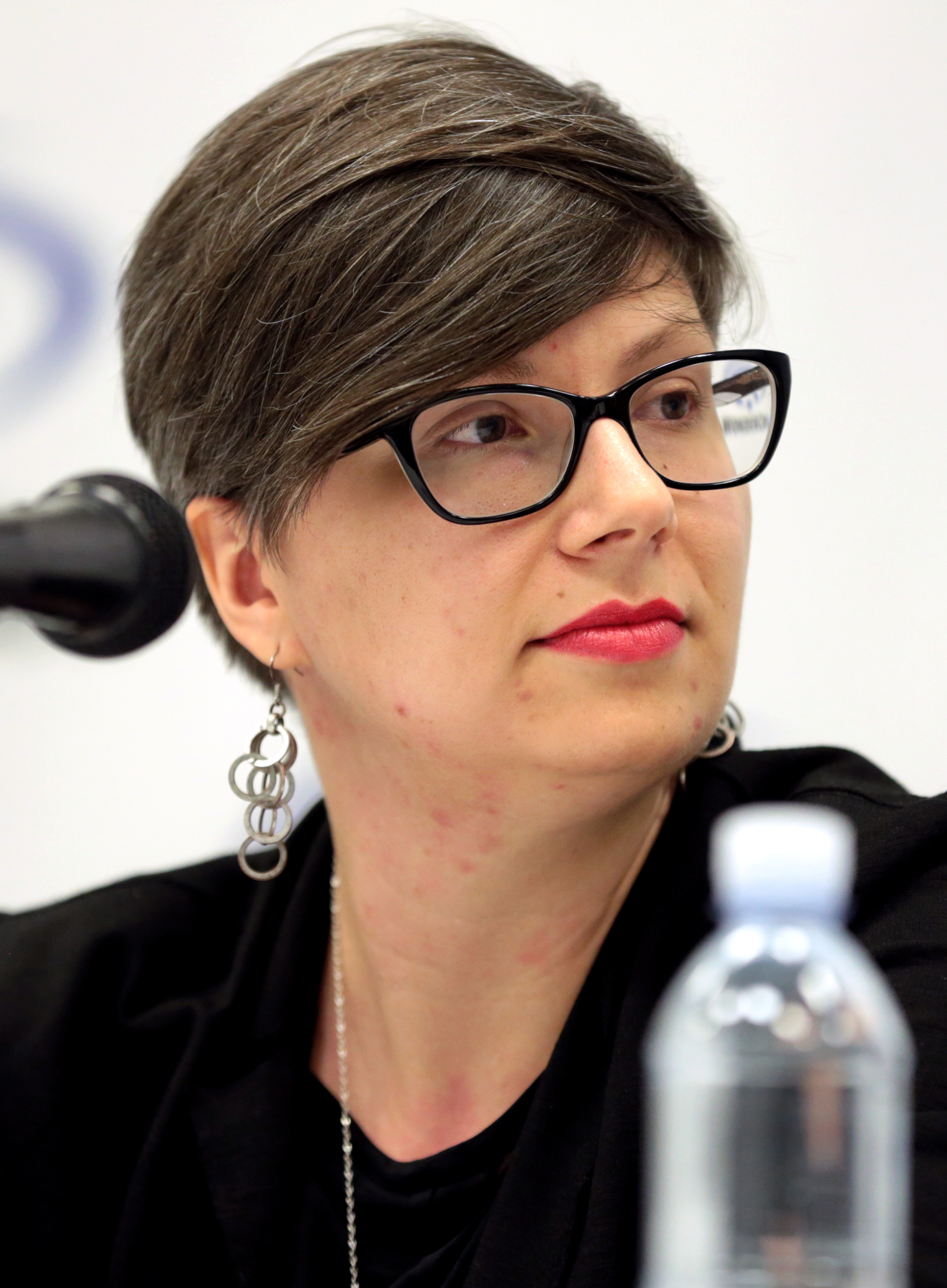
Genevieve Valentine (2017)

Genevieve Valentine (geboren am 1. Juli 1981) ist eine amerikanische Autorin von Fantasy und Science-Fiction.

## Leben
Valentine kommt aus einer Militärfamilie und wechselte dementsprechend in ihrer Kindheit häufig den Wohnort. Sie wuchs in Kalifornien, Texas, Illinois und Virginia auf und studierte an der George Mason University in Washington, D.C., wo sie einen Abschluss in Englisch machte. Nach ihrem Studium arbeitete sie in verschiedenen Berufen, zuletzt als Direktionsassistentin.
2007 erschien ihre erste Erzählung 29 Union Leaders Can’t Be Wrong in dem SF-Magazin Strange Horizons. Seither hat sie über 70 Kurzgeschichten und vier Romane veröffentlicht. Ihr Erstling Mechanique: A Tale of the Circus Tresaulti, ein Steampunk-Fantasy-Roman über einen Zirkus, dessen Artisten durch stählerne Endoskelette zu ungewöhnlichen Leistungen befähigt werden, wurde mit dem William L. Crawford Fantasy Award ausgezeichnet, für den Nebula Award als bester Roman nominiert und kam bei den Locus Awards auf den 2. Platz der Kategorie First Novel.
Neben ihren belletristischen Arbeiten ist sie eine produktive Bloggerin und Verfasserin zahlreicher Filmkritiken, insbesondere sieht und rezensiert sie leidenschaftlich gerne schlechte Filme. Ihre Essays und Rezensionen erschienen in NPR.org, The AV Club, Strange Horizons, io9.com, LA Review of Books, Vice, Vox, The Atlantic und in der New York Times.
Für DC Comics schrieb Valentine Skripte für Catwoman, Batman and Robin Eternal und für Dynamite Entertainment mehrere Folgen der Comicadaption von Xena: Warrior Princess.

## Bibliografie
Romane
- Mechanique: A Tale of the Circus Tresaulti (2011)
- The Girls at the Kingfisher Club (2014)
- Persona (2015)
- Icon (2016)

Kurzgeschichten
- 29 Union Leaders Can’t Be Wrong (2007)
- White Stone (2009)
- Carthago Delenda Est (2009)
- Bespoke (2009)
- Advection (2009)
- Is This Your Day to Join the Revolution? (2009)
- Light on the Water (2009)
- Last Drink Bird Head (2009)
- A Brief Investigation of the Process of Decay (2009)
- Wondrous Days (2009)
- Carte Blanche (2010)
- A Garden in Bloom (2010)
- The Dire Wolf (2010)
- Take Four (2010)
- The Zeppelin Conductors’ Society Annual Gentlemen’s Ball (2010)
- And the Next, and the Next (2010)
- And She Shall Be Crowned According to Her Station (2010)
- Seeing (2010)
- So Deep That the Bottom Could Not Be Seen (2010)
- Bread and Circuses (2010)
- Demons, Your Body, and You (2011)
- The Sandal-Bride (2011)
- Things to Know About Being Dead (2011)
- She Drives the Men to Crimes of Passion! (2011)
- Study, for Solo Piano (2011)
- The Finest Spectacle Anywhere (2011)
- Semiramis (2011)
- And in Their Glad Rags (2011)
- The Nearest Thing (2011)
- Souvenir (2011)
- Keep Calm and Carillon (2011)
- Bufonidae (2011)
- A Game of Mars (2012)
- The Gravedigger of Konstan Spring (2012)
- Aurum (2012)
- The Last Run of the Coppelia (2012)
- Armless Maidens of the American West (2012)
- A Bead of Jasper, Four Small Stones (2012)
- Good Fences (2012)
- The Segment (2012)
- The Advocate (2013)
- Abyssus Abyssum Invocat (2013)
- Captain Justice Saves the Day (2013)
- 86, 87, 88, 89 (2013)
- From the Catalogue of the Pavilion of the Uncanny and Marvelous, Scheduled for Premiere at the Great Exhibition (Before the Fire) (2013)
- Terrain (2013)
- The Lenten Rose (2013)
- A Dweller in Amenty (2014)
- Intertitles: A Thing That Lives on Tears: Goodness and Clarice Starling (2014)
- Eighty Miles an Hour All the Way to Paradise (2014)
- The Insects of Love (2014)
- Prima Nocta Detective Agency Needs You (2014)
- Small Medicine (2014)
- The Lion Cage (2014)
- Aberration (2014)
- Dream Houses (2014)
- A Story You Know the Ending To (2015)
- Blood, Ash, Braids (2015)
- Persona (excerpt) (2015)
- Visit Lovely Cornwall on the Western Railway Line (2015)
- This Evening’s Performance (2015)
- <3/</3 (2015)
- Given the Advantage of the Blade (2015)
- (dis.) (2015)
- La beauté sans vertu (2016)
- Everyone from Themis Sends Letters Home (2016)
- Familiaris (2016)
- Overburden (2017)
- Intro to Prom (2017)
- A Comfort, One Way (2017)
- Abandonware (2018)